# Elección presidencial de Chile de 1927
La elección presidencial de Chile de 1927 se realizó el 22 de mayo de 1927. Luego de la dimisión de presidente Emiliano Figueroa Larraín el 7 de abril de 1927, el ministro del Interior Carlos Ibáñez del Campo ocupó su cargo como vicepresidente y llamó a elecciones en las que fue el único candidato. Asumió la presidencia el 21 de julio de 1927.

## Candidaturas

### Candidatura única oficial
- Carlos Ibáñez del Campo era el hombre fuerte del régimen, y había sido nombrado por el presidente Ministro del Interior el 9 de febrero de 1927. Cuando el presidente Figueroa renuncia, autoconvocó las elecciones presidenciales. Fue proclamado el 6 de mayo por el Dr. José Santos Salas.[1] El primer partido en apoyarlo fue el Partido Demócrata, apoyando su reformismo, y evitando caer en el "peligro amarillo" (políticos tradicionales) o en el "peligro rojo" (comunismo). Luego el Partido Radical también pidió votar por él. Los demás partidos, Conservador, Liberal y Liberal Democrático concedieron libertad de acción. Es proclamado el 28 de mayo de 1927, en el teatro Municipal.[2]

### Candidaturas no oficiales
Estas candidaturas fueron votos de protesta, no oficializados, por la cuasi imposición de un candidato único. En conjunto, más los blancos, obtuvieron 7631 votos, un 3,30 % de los votos emitidos. Entre los denominados «votos dispersos» se encontraban los siguientes nombres:
- Enrique Barbosa (PLD).
- Ladislao Errázuriz.
- Raúl Ferrada.
- Rafael Luis Gumucio Vergara (PCon).
- Armando Quezada Acharán (PR), pedagogo y líder del Partido Radical.
- Santiago Labarca (PR).
- Rafael Luis Gumucio (PCon).
- Guillermo Bañados Espinoza (PD).
- Elías Lafertte Gaviño (PCCh), secretario nacional de la Federación Obrera de Chile, relegado en el Archipiélago Juan Fernández, proclamado por el Sindicato de Tabacaleros.[5]
- Salvador Barra Woll (PCCh), diputado, relegado en el Archipiélago Juan Fernández.
- José Santos Córdova (PCCh).
- Agustín Werner

## Resultados
| Candidato                   | Candidato                   | Candidato                   | Partido                     | Partido                     | Coalición Apoyo político    | Votos   | %                   |
| --------------------------- | --------------------------- | --------------------------- | --------------------------- | --------------------------- | --------------------------- | ------- | ------------------- |
|                             |                             | Carlos Ibáñez del Campo     |                             | Ind                         | PD-PR                       | 223 741 | \| \| 100 % \|      |
| Total de votos válidos      | Total de votos válidos      | Total de votos válidos      | Total de votos válidos      | Total de votos válidos      | Total de votos válidos      | 223 741 | 96,7 %              |
| Votos en blanco y dispersos | Votos en blanco y dispersos | Votos en blanco y dispersos | Votos en blanco y dispersos | Votos en blanco y dispersos | Votos en blanco y dispersos | 7631    | 3,3 %               |
| Total de sufragios emitidos | Total de sufragios emitidos | Total de sufragios emitidos | Total de sufragios emitidos | Total de sufragios emitidos | Total de sufragios emitidos | 231 372 | 100 %               |
| Total de inscritos          | Total de inscritos          | Total de inscritos          | Total de inscritos          | Total de inscritos          | Total de inscritos          | 328 700 | Abstención: 29,61 % |
|                             | 100 %                       |                             |                             |                             |                             |         |                     |